# 여자의 열쇠
"여자의 열쇠"는 1963년 공개된 대한민국의 영화이다.

## 배역
- 조미령
- 김승호
- 김희갑
- 김석훈